# Episodi di Don Luca (seconda stagione)
La seconda stagione della serie televisiva Don Luca, composta da venti episodi, è stata trasmessa per la prima volta in Italia su Canale 5 dal 3 gennaio al 15 maggio 2004.
Le informazioni riportate sono state ottenute dall'archivio storico de L'Unità e dalla piattaforma streaming Mediaset Infinity. Quest'ultima fonte però è molto problematica perché riporta gli episodi in ordine sparso, con prime tv palesemente errate, e in un paio di casi sbaglia perfino il titolo dell'episodio, tuttavia è anche la più completa perché permette di visualizzare l'inizio del video di ogni episodio e di ricavare così il titolo corretto dell'episodio, nonché i registi e gli sceneggiatori che lo hanno realizzato.
| n° | Titolo                     | Prima TV         |
| -- | -------------------------- | ---------------- |
| 1  | Un pesce di nome Maddalena | 3 gennaio 2004   |
| 2  | Kappaò                     | 10 gennaio 2004  |
| 3  | La accendiamo?             | 17 gennaio 2004  |
| 4  | Il ballo di Sant'Ella      | 24 gennaio 2004  |
| 5  | Una lacrima sul viso       | 31 gennaio 2004  |
| 6  | Credenti e creduloni       | 7 febbraio 2004  |
| 7  | Sacre carte!               | 14 febbraio 2004 |
| 8  | Chi non muore si rivede    | 21 febbraio 2004 |
| 9  | Salsa nuziale              | 28 febbraio 2004 |
| 10 | Beata ignoranza            | 6 marzo 2004     |
| 11 | La posta del cuore         | 13 marzo 2004    |
| 12 | Un voto troppo alto        | 20 marzo 2004    |
| 13 | Non c'è più religione      | 27 marzo 2004    |
| 14 | AAA vedovo cercasi         | 3 aprile 2004    |
| 15 | La fiamma della libertà    | 10 aprile 2004   |
| 16 | Porgi l'altra guancia      | 17 aprile 2004   |
| 17 | Animali da palcoscenico    | 24 aprile 2004   |
| 18 | Nozze di piombo            | 1ºmaggio 2004    |
| 19 | Mamme: gioie e dolori      | 8 maggio 2004    |
| 20 | I genitori prodighi        | 15 maggio 2004   |

## Un pesce di nome Maddalena
- Diretto da: Donato Pisani
- Scritto da: Maurizio Sangalli

## Kappaò
- Diretto da: Donato Pisani
- Scritto da: Maurizio Sangalli

## La accendiamo?
- Diretto da: Donato Pisani
- Scritto da: Maurizio Sangalli

## Il ballo di Sant'Ella
- Diretto da: Donato Pisani
- Scritto da: Maddalena Ravagli

## Una lacrima sul viso
- Diretto da: Donato Pisani
- Scritto da: Roberto Scarpetti

## Credenti e creduloni
- Diretto da: Donato Pisani
- Scritto da: Maurizio Sangalli

## Sacre carte!
- Diretto da: Donato Pisani
- Scritto da: Aaron Ariotti

## Chi non muore si rivede
- Diretto da: Donato Pisani
- Scritto da: Aaron Ariotti

## Salsa nuziale
- Diretto da: Donato Pisani
- Scritto da: Maddalena Ravagli

## Beata ignoranza
- Diretto da: Donato Pisani
- Scritto da: Maurizio Sangalli

## La posta del cuore
- Diretto da: Donato Pisani
- Scritto da: Menotti

## Un voto troppo alto
- Diretto da: Donato Pisani
- Scritto da: Aaron Ariotti

## Non c'è più religione
- Diretto da: Donato Pisani
- Scritto da: Roberto Scarpetti

## AAA vedovo cercasi
- Diretto da: Donato Pisani
- Scritto da: Aaron Ariotti

## La fiamma della libertà
- Diretto da: Donato Pisani
- Scritto da: Menotti

## Porgi l'altra guancia
- Diretto da: Donato Pisani
- Scritto da: Menotti

## Animali da palcoscenico
- Diretto da: Donato Pisani
- Scritto da: Roberto Scarpetti

## Nozze di piombo
- Diretto da: Donato Pisani
- Scritto da: Maddalena Ravagli

## Mamme: gioie e dolori
- Diretto da: Donato Pisani
- Scritto da: Maddalena Ravagli

## I genitori prodighi
- Diretto da: Donato Pisani
- Scritto da: Maddalena Ravagli